# ميلدريد غريفيثز
ميلدريد غريفيثز (بالإنجليزية: Mildred Griffiths)‏ هي مصممة الإنتاج أمريكية، ولدت في 20 يناير 1894 في كاليفورنيا في الولايات المتحدة، وتوفيت في 24 مايو 1949 في لوس أنجلوس في الولايات المتحدة.

## وصلات خارجية
- ميلدريد غريفيثز على موقع IMDb (الإنجليزية)
- ميلدريد غريفيثز على موقع أول موفي (الإنجليزية)